# Pomatias
Pomatias és un gènere de mol·luscs gastròpodes terrestres a la família Pomatiidae. S'han descrit com a mínim una dotzena d'espècies distribuïts a l'Europa meridional, Corfú i l'Índia.
Es tracta de petits cargols operculats, amb l'opercle prim i cartilaginós, la conquilla té pocs verticils, composta per dues plaques concamerades. La conquilla és imperforada, cònica amb les voltes bombades i amb estries o rivets longitudinals. El peristoma és simple o doble, la vora interna de l'obertura és contínua mentre que l'externa és reflectida.